# 南大街 (郑州)
南大街是河南省郑州市的一条南北走向的街道。南起城南路，向南接南关街，北至西大街，向北接管城街，全长200余米。因位于隋代管城县县衙之南而得名。又因为南大街路旁的槐树较多，故俗称槐树街。

## 历史
1913年，南大街改称“咸宁街”。1927年冯玉祥主政河南后，改称为“中山南街”。文化大革命时期，又先后改称为向阳路和向阳中路，1978年恢复南大街原名。
南大街又被称为药材一条街。自清末郑州被辟为商埠后，南大街逐渐成为药材集散地，并且会举办药材骡马大会，全国各地的药材客商云集此地。南大街的商铺的价值也不断飙升，时有“二里岗、五里铺，不抵南街一当铺”之说。20世纪30年代，药材营销成为郑州的兴盛行业，当时仅南大街和东大街的药材行就达50余家，还有18家中药铺，当时这里每年还举办药材会，使南大街一时成为了全国的药材集散地之一。进入现代，南大街的经营种类开始多元化。

## 主要交汇道路
由北向南排列，粗体字为主干道：
- 西大街、东大街
- 南学街、书院街
- 城南路